# Церковь Тихона Задонского (Кривянская)
Церковь Тихона Задонского — церковь в станице Кривянская Октябрьском районе Ростовской области. Относится к Шахтинской и Миллеровской епархии, Нижнедонское благочиние Русской православной церкви.
Адрес храма: Россия, Ростовская область, Октябрьский район, ст. Кривянская, ул. Кооперативная, 123а.

## История

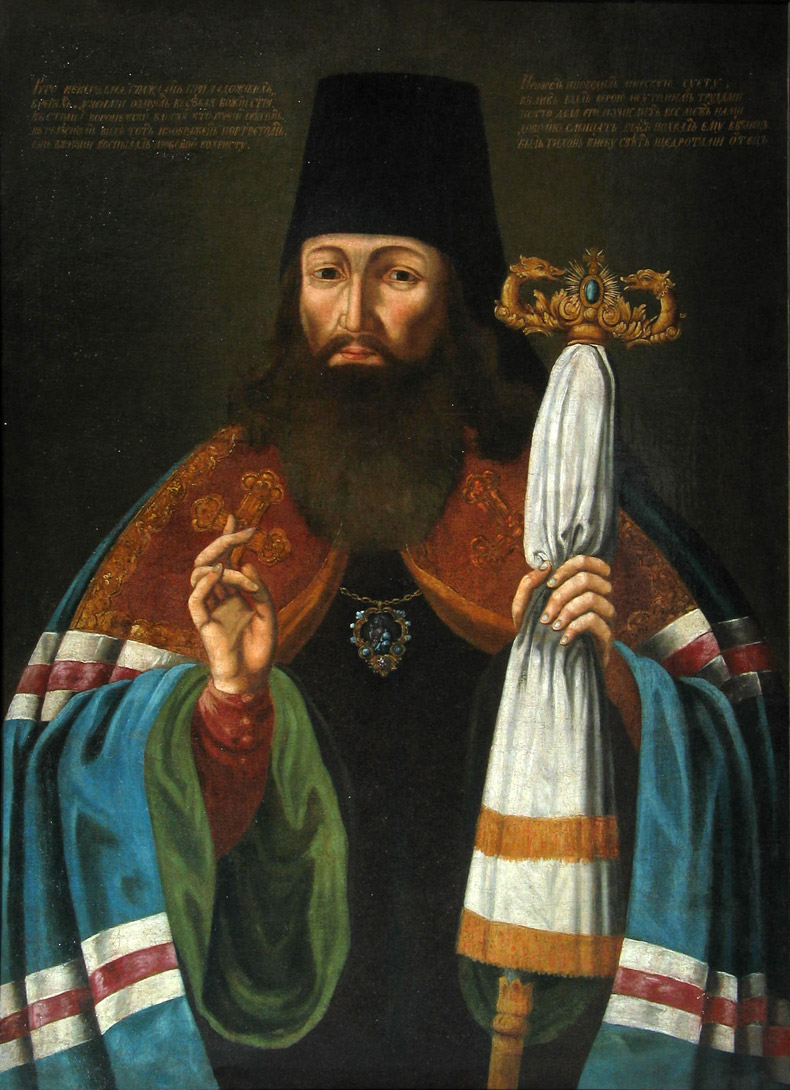
Портрет Тихона Задонского, епископа Воронежского и Елецкого. Неизвестный художник.

Церковь в честь святителя Тихона Задонского построена в 1891 году в станице Кривянская Октябрьского района Ростовской области. Принадлежит Шахтинской и Миллеровской епархии, Нижнедонское благочиние Русской православной церкви. Автором проекта храма был областной инженер- архитектор, начальник строительного отделения Области Войска Донского Карл Федорович Кюнцель.
Церковь строилась силами прихожан станицы и на их средства. В память о постройке храма в 1891 году на его стене висит табличка с благодарностью предкам. 11 октября 1892 года церковь была освящена Высокопреосвященнейшим Макарием, бывшим Архиепископом Донским и Новочеркасским. Престол новой церкви был построен один —  во имя Святителя Тихона, епископа Воронежского и Задонского. Кирпичный храм имеет затейливо выполненную кладку из кирпича на всех четырёх фасадах, по углам колокольни устроены побеленные полуколонны, в угловых частях стен колокольни выполнены ниши в форме крестов. У стены алтарной части имеется захоронение священника церкви начала XX века с современным надгробием. При Тихоновском храме действовала приходская школа.
После Октябрьской революции в 20-х годах церковь Тихона Задонского была закрыта. В 30 годы деревянный иконостас храма использовали для перегородок строящейся в станице школы. Реставрацию икон иконостаса проводил художник Бориса Пустоветова. Одна из икон иконостаса — Тихона Задонского, была написана известным донским художником-иконописцем Елисеем Григорьевичем Черепахиным (1837—1922).
Церковь уцелела в годы Великой Отечественной войны. В 1942 году, во время немецкой оккупации, по просьбе местных жителей храм был открыт, в нём стали совершаться регулярные богослужения.
В послевоенное время продолжилось строительство храма. К нему было пристроено два придела, в честь Покрова Пресвятой Богородицы и в честь святителя Николая, архиепископа Мир Ликийских Чудотворца.
Ныне этой действующий храм. Стены полностью расписаны, на них много старинных икон. В центре свисает большая позолоченная люстра. В 1994 году при храме создана церковно-приходская воскресная школа «Ангелочек».

## Священнослужители

Мемориальная доска на Кривянской Тихоновской церкви

Настоятель храма — протоиерей Константин Федосеев.